# 安克·韦雷尔
安克·韦雷尔（德語：Anke Wöhrer，1985年10月13日—），旧姓卡斯滕斯（Karstens），德国女子单板滑雪运动员。她曾代表德国参加2010年、2014年和2018年冬季奥林匹克运动会单板滑雪比赛，其中2014年冬季奥运会获得一枚银牌。